# Charles Pozzi
Carlos Alberto „Charles“ Pozzi (* 27. August 1909; † 28. Februar 2001) war ein französischer Automobilrennfahrer, der ein Rennen in der Formel 1 bestritten hat.

## Karriere
Am 2. Juli 1950 startete Pozzi beim Großen Preis von Frankreich in Reims mit seinem Talbot-Lago T26C von der 14. Position. Nach 64 Runden und 500 Kilometern beendete er das Rennen auf dem sechsten Platz.
Nach seinem Rücktritt vom aktiven Motorsport wurde Pozzi mit seiner Firma Charles Pozzi S.A. der offizielle französische Importeur der Marken Ferrari und Maserati.

## Statistik

### Statistik in der Automobil-Weltmeisterschaft

#### Gesamtübersicht
| Saison | Team          | Chassis          | Motor         | Rennen | Siege | Zweiter | Dritter | Poles | schn. Rennrunden | Punkte | WM-Pos. |
| ------ | ------------- | ---------------- | ------------- | ------ | ----- | ------- | ------- | ----- | ---------------- | ------ | ------- |
| 1950   | Charles Pozzi | Talbot-Lago T26C | Talbot 4.5 L6 | 1      | −     | −       | −       | −     | −                | −      | NC      |
| Gesamt | Gesamt        | Gesamt           | Gesamt        | 1      | −     | −       | −       | −     | −                | −      |         |

#### Einzelergebnisse
| Saison | 1   | 2 | 3 | 4 | 5 | 6 | 7 |
| ------ | --- | - | - | - | - | - | - |
| 1950   |     |   |   |   |   |   |   |
|        | DNA |   |   |   | 6 |   |   |

| Legende  | Legende            | Legende                                                          |
| Farbe    | Abkürzung          | Bedeutung                                                        |
| -------- | ------------------ | ---------------------------------------------------------------- |
| Gold     | –                  | Sieg                                                             |
| Silber   | –                  | 2. Platz                                                         |
| Bronze   | –                  | 3. Platz                                                         |
| Grün     | –                  | Platzierung in den Punkten                                       |
| Blau     | –                  | Klassifiziert außerhalb der Punkteränge                          |
| Violett  | DNF                | Rennen nicht beendet (did not finish)                            |
| Violett  | NC                 | nicht klassifiziert (not classified)                             |
| Rot      | DNQ                | nicht qualifiziert (did not qualify)                             |
| Rot      | DNPQ               | in Vorqualifikation gescheitert (did not pre-qualify)            |
| Schwarz  | DSQ                | disqualifiziert (disqualified)                                   |
| Weiß     | DNS                | nicht am Start (did not start)                                   |
| Weiß     | WD                 | zurückgezogen (withdrawn)                                        |
| Hellblau | PO                 | nur am Training teilgenommen (practiced only)                    |
| Hellblau | TD                 | Freitags-Testfahrer (test driver)                                |
| ohne     | DNP                | nicht am Training teilgenommen (did not practice)                |
| ohne     | INJ                | verletzt oder krank (injured)                                    |
| ohne     | EX                 | ausgeschlossen (excluded)                                        |
| ohne     | DNA                | nicht erschienen (did not arrive)                                |
| ohne     | C                  | Rennen abgesagt (cancelled)                                      |
| ohne     | keine WM-Teilnahme |                                                                  |
| sonstige | P/fett             | Pole-Position                                                    |
| sonstige | 1/2/3/4/5/6/7/8    | Punktplatzierung im Sprint-/Qualifikationsrennen                 |
| sonstige | SR/kursiv          | Schnellste Rennrunde                                             |
| sonstige | *                  | nicht im Ziel, aufgrund der zurückgelegten Distanz aber gewertet |
| sonstige | ()                 | Streichresultate                                                 |
| sonstige | unterstrichen      | Führender in der Gesamtwertung                                   |

### Le-Mans-Ergebnisse
| Jahr | Team                      | Fahrzeug          | Teamkollege     | Platzierung     | Ausfallgrund |
| ---- | ------------------------- | ----------------- | --------------- | --------------- | ------------ |
| 1949 | Charles Pozzi             | Delahaye 175CS    | Eugène Chaboud  | Ausfall         | Wagenbrand   |
| 1950 | Ecurie Lutetia            | Delahaye 175S     | Pierre Flahault | Disqualifiziert |              |
| 1952 | Eugène Chaboud            | Talbot Lago T26GS | Eugène Chaboud  | Ausfall         | Unfall       |
| 1953 | Automobiles Talbot-Darraq | Talbot-Lago T26GS | Pierre Levegh   | Rang 8          |              |

### Einzelergebnisse in der Sportwagen-Weltmeisterschaft
| Saison | Team   | Rennwagen         | 1   | 2   | 3   | 4   | 5   | 6   | 7   |
| ------ | ------ | ----------------- | --- | --- | --- | --- | --- | --- | --- |
| 1953   | Talbot | Talbot-Lago T26GS | SEB | MIM | LEM | SPA | NÜR | RTT | CAP |
| 1953   | Talbot | Talbot-Lago T26GS | 8   |     |     |     |     |     |     |